# Jáchymov
Jáchymov  (în germană Sankt-Joachimsthal) este un oraș și o stațiune termală din districtul și din regiunea Karlovy Vary, în Republica Cehă. Populația sa se ridica la 2.664 de locuitori în 2016. Denumită la origine Thal („vale”), apoi Sankt Joachimsthal, orașul este unul din leagănele industriei miniere din Europa.

## Geografie
Localitatea Jáchymov este situată în nord-vestul Boemiei, pe valea Sankt Joachim, în Munții Metaliferi. Ea este udată de râul Weseritz și se găsește la 15 km la nord-nord-est de Karlovy Vary și la 112 km la vest-nord-vest de Praga.
Comuna este învecinată cu localitatea Boží Dar și cu Germania la nord, cu Loučná pod Klínovcem și Krásný Les la est, cu Ostrov și Merklín la sud, și cu Abertamy la vest.

## Istorie și economie
La începutul secolului al XVI-lea, un zăcământ de argint a fost descoperit în regiune. Această descoperire și noile activități pe care le-a provocat în anii următori au avut un asemenea răsunet încât, la sfârșitul anilor 1520, Agricola a pornit de aici studiile sale de metalurgie. Exploatarea acestor resurse a permis rapida dezvoltarea a regiunii, iar proprietarul terenurilor unde se situa mina, contele Stephan von Schlick, a devenit unul din cei mai bogați oameni din Boemia. Între 1520 și 1528, frații Schlick au dispus baterea a aproape 2.000.000 de monede de argint, „după modelul din Saxonia”, care au primit numele de joachimsthaler, abreviat apoi în thaler în țările germanofone, adaptat în daler în Scandinavia și tolar în Slovenia (este originea numelui dolarului). În 1528, atelierul fost legat de coroana Boemiei.
Dar în 1523, Reforma a ajuns în țară, și în cursul Războiului Smalkaldei (1546-1547), Joachimsthal a fost ocupată de armata saxonă. Dat fiind progresul Contrareformei în 1621 și a recatolicizării care a urmat, o majoritate a cetățenilor lutherani și mineri au emigrat spre Saxonia vecină.
În secolul al XIX-lea, orașul adăpostea administrația și tribunalul regional, precum și conducerea minelor. Extracția minieră, gerată în parte de coroana de Austria și în parte de societățile miniere, constituia activitatea preponderentă. Cu argintul (a cărei producție se ridica, în 1885, 11,35 de tone), se extrăgeau nichel, bismut și pehblendă, utilizată pentru producerea  reputatului cristal de Boemia. În afară de industria tradițională a dantelei, alte industrii se stabiliseră în oraș pentru nevoile minelor și topitoriilor: o enormă manufactură de tutun care folosea 1.000 de muncitori, manufactura de mănuși și manufacturile de dopuri de plută.
Un incendiu a distrus orașul, aproape în totalitate, la 31 martie 1873.
La mijlocul anilor 1890, Pierre și Marie Curie au primit de la Joachimsthal, mulțumită unei finanțări nesperate, o tonă de pehblendă pentru laboratorul lor de la Paris. Cu câțiva ani mai devreme, Becquerel pusese în evidență în acest mineral prezența dioxidului de uraniu. Prin etape de rafinare precise și periculoase, ei au izolat, în mod succesiv, două elemente pure, poloniul și radiul, descoperire pentru care Marie Curie a primit Premiul Nobel pentru chimie în 1911. Până la Primul Război Mondial, Joachimsthal a rămas singurul zăcământ cunoscut de radiu din lume.
După celebrele stațiuni de la Karlsbad, Franzensbad, și Marienbad, prima „stațiune termală cu radiu” și-a deschis porțile în 1906.
Minele de uraniu, exploatate până în 1962, au dat vreo 8.000 de tone de metal utilizat pentru programul nuclear sovietic. Ele au servit și drept lagăr de muncă silnică pentru deținuții politici ai regimului comunist.

## Galerie de imagini

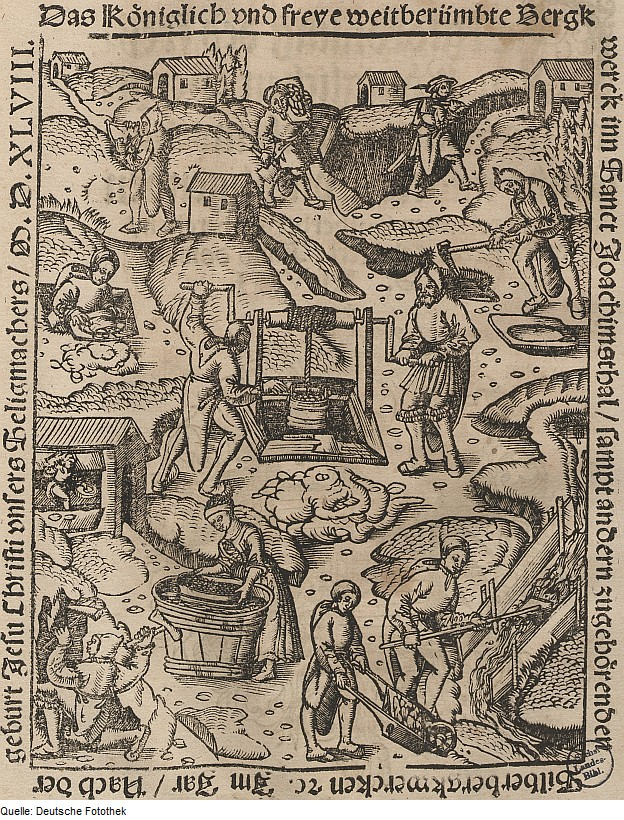
Minele regale, celebre în toată lumea, de la Sainct-Joachimsthal (1548)
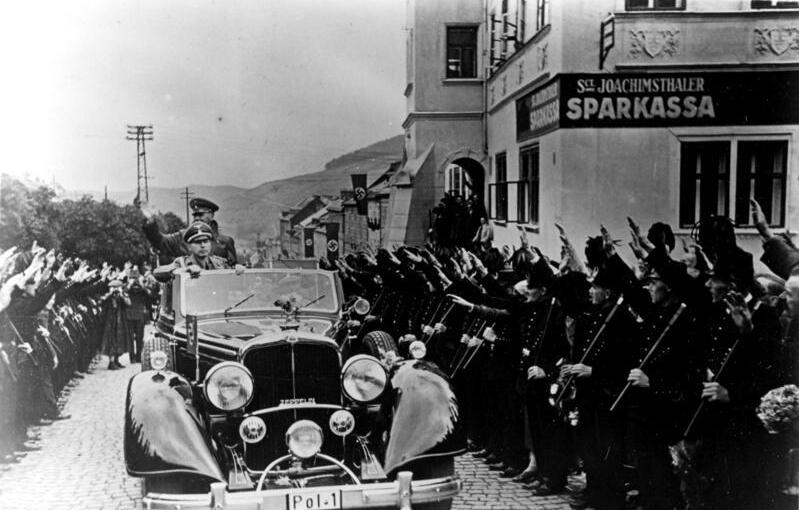
Ministrul nazist Wilhelm Frick în vizită la Joachimsthal
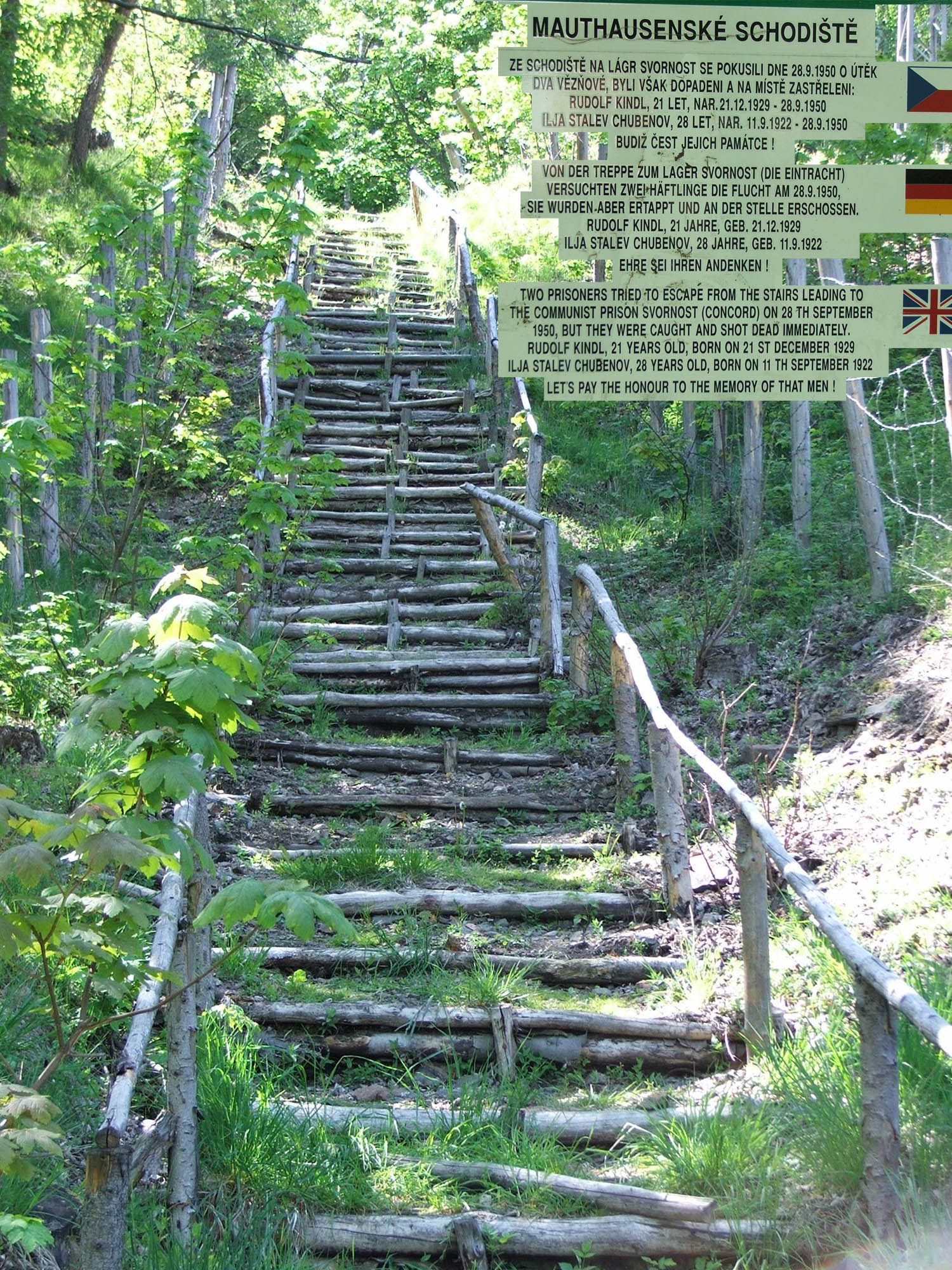
Scară ducând spre lagărul de muncă silnică cu memorialul
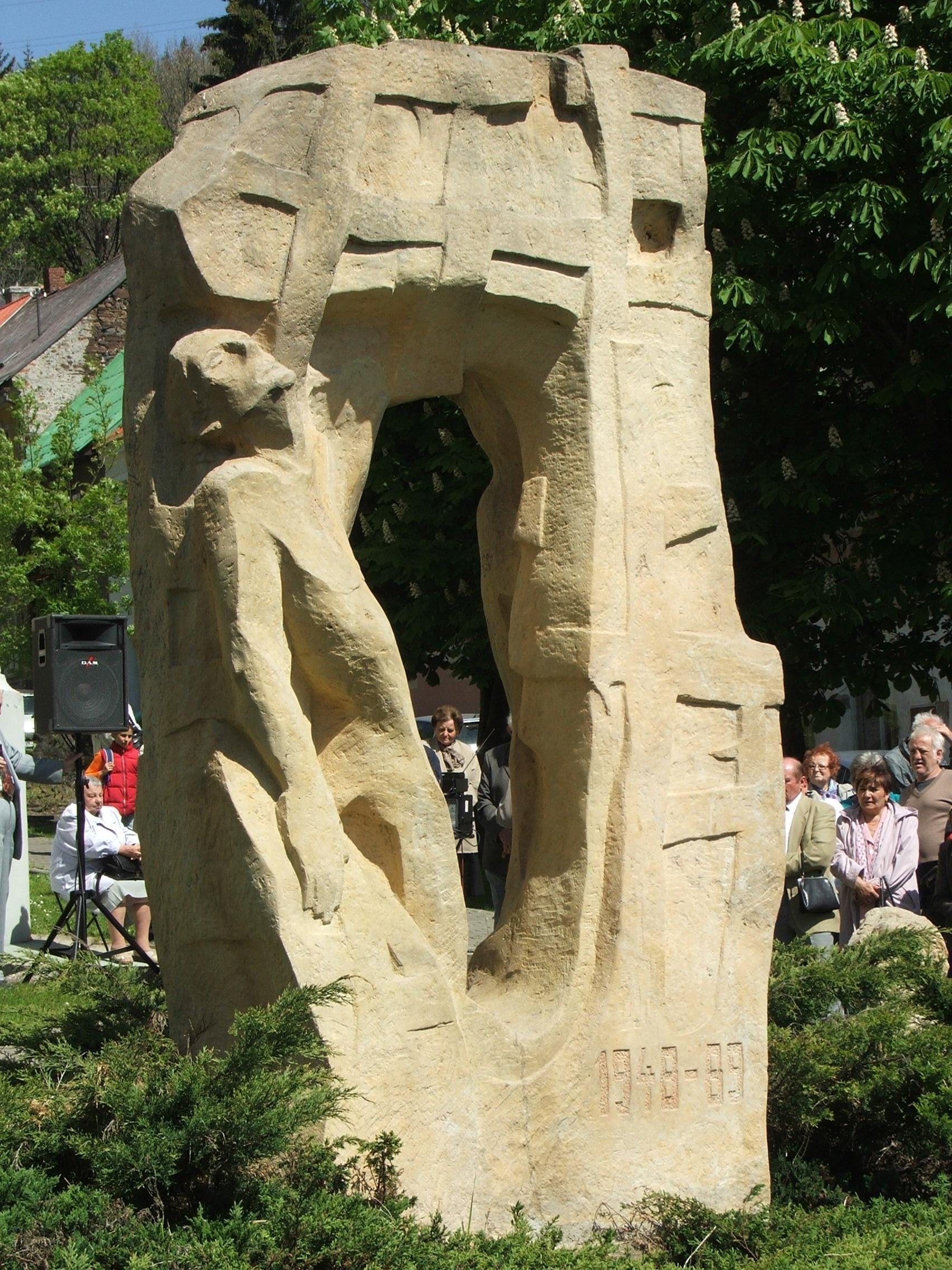
Memorial dedicat victimelor terorii sovietice şi prizonierilor politici din lagărele de muncă (1948-1989)
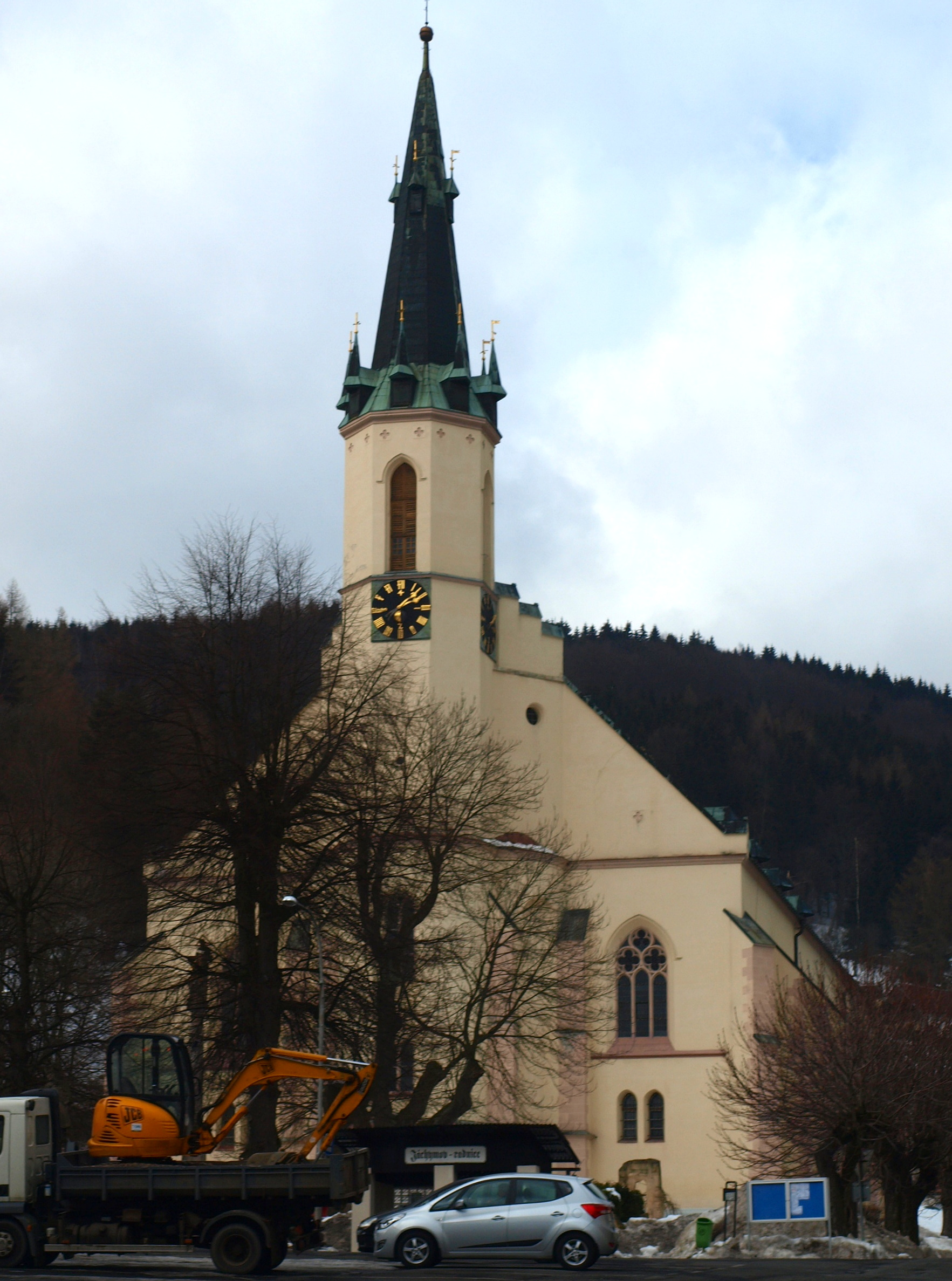
Biserica romano-catolică Sfinţii Ioachim şi Ana din Jáchymov (În cehă: Kostel svatého Jáchyma a svaté Anny)